# 马特乌什·维兰戈夫斯基
马特乌什·维兰戈夫斯基（波蘭語：Mateusz Wilangowski，1991年10月7日—），波兰男子赛艇运动员。他曾代表波兰参加世界赛艇锦标赛，获得一枚金牌和一枚铜牌。他也曾参加2016年和2020年夏季奥运会。